# Rutba
Rutba (arabsky الرطبة‎‎‎) je město v západní části Iráku v guvernátoru Anbár. Město mělo v roce 2014 okolo 22 tisíc obyvatel věřících převážně sunnitskému islámu, což z něj činilo páté největší město guvernátoru.

## Historie
Ve městě se v minulosti vedlo více bitev. V anglo-irácké válce došlo v roce 1941 k útoku na rutebskou pevnost. V roce 2015 bylo město obsazeno Islámský státem. V roce 2016 irácká armáda zahájila vojenskou operaci ve městě, prostřednictvím které získala irácká vláda opětovnou kontrolu.